# Корнилије Псковски
Корнилије Псковско-Печерски (Корнилије Псковски; 1501, Псков - 1570) - игуман Псковско-Печерског манастира (1529-1570). Према општеприхваћеној верзији, убио га је Иван Грозни, због чега га је православна црква канонизовала као часног мученика.
Православна црква празнује његов спомен 20. фебруара (4. марта) у преступној години, 20. фебруара (5. марта) у непреступној години, у 4. недељу (недеља) по Духовима у част Сабора Псковско-печерских светих и у Сабору Псковских светих.

## Биографија
Према житију Корнелије је рођен у бојарској породици у граду Пскову. Студирао је у Мирошком манастиру, где је стекао склоност духовном животу и монаштву, али се након студија вратио кући. Корнелије је коначну одлуку о монашком постригу донео после путовања у новоформирани Псковско-печерски манастир.

## Псковско-Печерски манастир
Примивши монашки постриг не пре 1523. године, Корнилије је својим подвижништвом стекао поштовање братије и са 28 година 1529. године изабран је за игумана манастира. У периоду његове игуманије број монаха је порастао са 15 на 200 људи. Под управом Корнелија, започео је активан развој манастира. Од 1547. године манастир је постао центар Псковске хронике, појавила се иконописна радионица (у почетку су монаси учили иконопис у Мирожском манастиру) и грнчарска радионица, а почели су да лију звона.
Корнелијевим делима, у првој половини 16. века, у манастиру је створена књижна и књижевна школа која је прикупљала рукописе богослужбеног, световног и хагиографског карактера. За попуну библиотеке коришћени су не само руски рукописи: на пример, 1561. године са Атоса је у манастир достављен „Законик Литаније“.
Током Ливонског рата испољила се Корнелијева мисионарска делатност: оснивао је православне цркве у освојеним областима, пружао помоћ страдалима, а имена погинулих у рату уносила су се у манастирски синодик за помен. Предање каже да је 1560. године, после службе Успења Пресвете Богородице, Корнелије послао просфору и свету воду руским трупама које су опседале град Фелин, а исте ноћи град се запалио и био заузет.
Под Корнилијем су изведени бројни грађевински радови на проширењу манастира: ископане су даље манастирске пећине, дрвена црква Четрдесет севастијских мученика премештена је иза манастирске ограде у посету манастирско двориште у Печерском Посаду, а 1541. месту подигнута је камена црква у част Благовести Пресвете Богородице. Корнелије је 1558-1565, по наређењу цара Ивана Грозног, опколио манастир моћним каменим зидом са девет кула и троје капија. Поред грађевина у самом манастиру, Корнилије је подигао цркву Одигитрије на Печорском метохију у Пскову (1538), као и Тројичку цркву и цркву Христовог рођења у околним манастирским селима.

## Књижевна делатност
Књижевно наслеђе светог Корнилија обухвата:
- Прича о Псковско-Печерском манастиру. Повод за писање Повести биле су лажне гласине о настанку манастира. О томе је сам Корнелије писао у предговору свом делу: По благослову оца, који је пре мене био игуман и свештеник Доротеј и Герасим, који је био овде те године, када се градио овај нови манастир, по савету и увиду све наше братије о Христу, заповеђено ми је да напиши ово, мислећи о овоме, лошем и грешном, говорили су они и они који су одлучили да није безумно јести Пречисту Богородицу кроз чуда и јављање ове светиње првом владару – он је. исти и исти. Корнилије у Повести говори о историји отварања пећина и оснивању манастира, о првом монаху Јони, о изградњи „рушног“ манастира под игуманом Мисаилом, као и о детаљима монашког живота г. тог времена. Композиција Повести датира из 1531. године[4];
- III Псковски летопис[5]. Рад је започео након што је средином 16. века престало традиционално писање хроника у Пскову. Корнелије је у хронику укључио опис не само догађаја који су се одиграли у Пскову, већ и сверуских вести које се односе углавном на војне операције;
- Опис чуда Печерске иконе Богородице[.

У знак сећања на монаха Корнилија, Корнилијева православна просветна читања одржавају се сваке године у Печорима.
Православна црква, која је канонизовала Корнелија као мученика, и већина историчар верују да га је убио цар Иван Грозни током свог похода на Псков. Према трећем Псковском летопису, Корнелије се 1570. године, на челу псковског свештенства, сусрео са Иваном Грозним током посете Пскову и служио молебан у Тројичкој катедрали.
Идући у Ливонију, или враћајући се одатле, Иван Васиљевич се зауставио у Псковско-печерском манастиру: тамо га је дочекао игуман Корнилије; Ивана су задесила јака утврђења манастира, коју је о свом трошку подигао Корнелије, који је потицао из бојарске породице. Ивану је ово изгледало сумњиво; сети се прошлости, срце му поче да кључа, и уби Корнелија штапом.
Разлог за убиство Корнелија сматра се његова наводна подршка осрамоћеном кнезу Курбском, са којим је Псковско-печерски манастир био у преписци (три писма Курбског манастиру, написана 1563-1564, пре и после његовог бекства у Литванију, сачувани су). У сваком случају, писма Курбског (упућена пре на чувара манастирске библиотеке Васјана Муромцева, чија је сврха била да Курбски набави потребну литературу за полемику са Иваном Грозним) могла би послужити као разлог за клевету против Корнелија и Васјана.
Према хроници која се чува у Тројице-Сергијевој лаври, одмах након убиства краљ се покајао и на рукама однео Корнелијево тело у манастир. Манастирски пут до Вазнесењског храма, на који је капала светитељева крв, назван је „Крвави пут“.
Неки истраживачи, на пример, А.Б.Постников, и црквени историчари (митрополит Јован (Сничев), игуман Алексије (Просвирин)) тумаче запис у причи о Псковско-печерском манастиру „из овог трулежног живота он је био. земаљски цар послат небеском цару у вечни дом” пре као доказ да је Иван Грозни испратио Корнелија на његовом последњем путу, одајући му тако данак и указавши му (постхумно) царску част. Ово, као и чињеница да је ова верзија постала распрострањена тек 1820-их година на подстицај архиепископа Евгена (Болховитинова) и да је већ у другој половини 20. века добила додатне легендарне детаље, лишава поверења у њену аутентичност. Пошто порука о убиству Андреја Курбског у његовом тенденциозном делу изгледа сумњиво, аутори су изнели верзију да се смрт Корнелија једноставно поклопила са посетом Ивана Грозног Пскову. У сваком случају, и за живота игумана Корнилија и после његове смрти, цар Иван Грозни је остао главни ктитор Псковско-печерског манастира.

## Мошти
Корнелијево тело је сахрањено у манастирским пећинама. Године 1690., по наређењу митрополита Псковско-изборског Маркела, мошти, које су постале поштоване као исцелитељске, пренете су у саборну цркву Успења Пресвете Богородице и положене у нови ковчег у зиду цркве. Дан проналаска светитељевих моштију обележава припремање црквене службе за њега. Реликвијар за мошти светитеља је више пута ажуриран: 17. децембра 1872. године мошти су пренете у бакарно посребрени реликвијар, а 1892. године пренете су у богатије украшени реликвијар.